# Henrik Tallinder
Henrik Tallinder (né le 10 janvier 1979 à Stockholm) est un joueur professionnel suédois de hockey sur glace.

## Carrière en club
En 1997, il commence sa carrière avec le AIK IF en Elitserien. Il est choisi en seconde ronde en 48e position par les Sabres de Buffalo lors du repêchage d'entrée dans la Ligue nationale de hockey. Il rejoint l'Amérique du Nord en 2001 et parvient après une saison à gagner sa place dans l'alignement des Sabres.
Le 1er juillet 2010, il signe un contrat en tant qu'agent libre avec les Devils du New Jersey.
Le 7 juillet 2013, il est retourné par les Devils aux Sabres en retour de Riley Boychuk.

## Carrière internationale
Il représente la Suède au niveau international.

## Statistiques
| Saison     | Équipe                 | Ligue      |     | Saison régulière | Saison régulière | Saison régulière | Saison régulière | Saison régulière |    | Séries éliminatoires | Séries éliminatoires | Séries éliminatoires | Séries éliminatoires | Séries éliminatoires |
| Saison     | Équipe                 | Ligue      | PJ  | B                | A                | Pts              | Pun              | PJ               | B  | A                    | Pts                  | Pun                  |                      |                      |
| 1996-1997  | AIK Solna              | Elitserien | 1   | 0                | 0                | 0                | 0                | --               | -- | --                   | --                   | --                   |                      |                      |
| 1997-1998  | Piteå Hockey           | Division 1 | 6   | 1                | 2                | 3                | 5                | --               | -- | --                   | --                   | --                   |                      |                      |
| 1997-1998  | AIK Solna              | Elitserien | 34  | 0                | 0                | 0                | 26               | --               | -- | --                   | --                   | --                   |                      |                      |
| 1998-1999  | AIK Solna              | Elitserien | 36  | 0                | 0                | 0                | 30               | --               | -- | --                   | --                   | --                   |                      |                      |
| 1999-2000  | AIK Solna              | Elitserien | 50  | 0                | 2                | 2                | 59               | --               | -- | --                   | --                   | --                   |                      |                      |
| 2000-2001  | TPS Turku              | SM-liiga   | 56  | 5                | 9                | 14               | 62               | 10               | 2  | 1                    | 3                    | 8                    |                      |                      |
| 2001-2002  | Sabres de Buffalo      | LNH        | 2   | 0                | 0                | 0                | 0                | --               | -- | --                   | --                   | --                   |                      |                      |
| 2001-2002  | Americans de Rochester | LAH        | 73  | 6                | 14               | 20               | 26               | 2                | 0  | 0                    | 0                    | 0                    |                      |                      |
| 2002-2003  | Sabres de Buffalo      | LNH        | 46  | 3                | 10               | 13               | 28               | --               | -- | --                   | --                   | --                   |                      |                      |
| 2003-2004  | Sabres de Buffalo      | LNH        | 72  | 1                | 9                | 10               | 26               | --               | -- | --                   | --                   | --                   |                      |                      |
| 2004-2005  | Linköpings HC          | Elitserien | 44  | 6                | 10               | 16               | 63               | --               | -- | --                   | --                   | --                   |                      |                      |
| 2004-2005  | CP Berne               | LNA        | --  | --               | --               | --               | --               | 10               | 1  | 1                    | 2                    | 4                    |                      |                      |
| 2005-2006  | Sabres de Buffalo      | LNH        | 82  | 6                | 15               | 21               | 74               | 14               | 2  | 6                    | 8                    | 16                   |                      |                      |
| 2006-2007  | Sabres de Buffalo      | LNH        | 47  | 4                | 10               | 14               | 34               | 16               | 0  | 2                    | 2                    | 10                   |                      |                      |
| 2007-2008  | Sabres de Buffalo      | LNH        | 71  | 1                | 17               | 18               | 48               | --               | -- | --                   | --                   | --                   |                      |                      |
| 2008-2009  | Sabres de Buffalo      | LNH        | 66  | 1                | 11               | 12               | 36               | --               | -- | --                   | --                   | --                   |                      |                      |
| 2009-2010  | Sabres de Buffalo      | LNH        | 82  | 4                | 16               | 20               | 32               | 6                | 0  | 2                    | 2                    | 2                    |                      |                      |
| 2010-2011  | Devils du New Jersey   | LNH        | 82  | 5                | 11               | 16               | 40               | --               | -- | --                   | --                   | --                   |                      |                      |
| 2011-2012  | Devils du New Jersey   | LNH        | 39  | 0                | 6                | 6                | 16               | 3                | 0  | 0                    | 0                    | 0                    |                      |                      |
| 2012-2013  | Devils du New Jersey   | LNH        | 25  | 1                | 3                | 4                | 10               | -                | -  | -                    | -                    | -                    |                      |                      |
| 2013-2014  | Sabres de Buffalo      | LNH        | 64  | 2                | 6                | 8                | 34               | -                | -  | -                    | -                    | -                    |                      |                      |
| 2014-2015  | Wolf Pack de Hartford  | LAH        | 4   | 0                | 1                | 1                | 0                | -                | -  | -                    | -                    | -                    |                      |                      |
| 2014-2015  | ZSC Lions              | LNA        | 16  | 1                | 3                | 4                | 12               | 18               | 0  | 3                    | 3                    | 24                   |                      |                      |
| 2015-2016  | TPS Turku              | Liiga      | 54  | 5                | 16               | 21               | 115              | 8                | 3  | 1                    | 4                    | 8                    |                      |                      |
| 2016-2017  | TPS Turku              | Liiga      | 59  | 10               | 19               | 29               | 65               | 6                | 1  | 2                    | 3                    | 0                    |                      |                      |
| 2017-2018  | TPS Turku              | Liiga      | 46  | 5                | 17               | 22               | 50               | 5                | 0  | 3                    | 3                    | 16                   |                      |                      |
| Totaux LNH | Totaux LNH             | Totaux LNH | 678 | 28               | 114              | 142              | 378              | 39               | 2  | 10                   | 12                   | 28                   |                      |                      |

### En équipe nationale
| Année | Compétition                 |    | PJ | B | A | Pts | Pun | +/-               |  | Résultat |
| 1998  | Championnat du monde junior | 7  | 1  | 0 | 1 | 6   | +6  | Sixième place     |  |          |
| 1999  | Championnat du monde junior | 3  | 0  | 0 | 0 | 2   | +4  | Quatrième place   |  |          |
| 2010  | Jeux olympiques             | 4  | 0  | 0 | 0 | 0   | +2  | Cinquième place   |  |          |
| 2013  | Championnat du monde        | 10 | 1  | 2 | 3 | 18  | +7  | Médaille d'or     |  |          |
| 2014  | Jeux olympiques             | 3  | 0  | 0 | 0 | 2   | 0   | Médaille d'argent |  |          |